# Emmerich Stürtz

Emmerich Stürtz

Emmerich Stürtz (* 28. September 1811 in Aachen; † 1. Februar 1898 in Düren) war Landrat des Kreises Düren und Geheimer Regierungsrat.
Stürtz trat, nachdem er Jura studiert hatte, im Jahre 1835 in den preußischen Staatsdienst ein. Am 1. Juni 1841 wurde er als Regierungsassessor zum kommissarischen Landrat ernannt. Regulärer Landrat wurde er am 25. Mai 1844.
Er war römisch-katholischen Glaubens.
Stürtz verstarb 1898 im Alter von 86 Jahren.

## Ehrungen
- Der Stadtrat beschloss am 11. August 1885, Stürtz aus Anlass seines 50-jährigen Jubiläums im preußischen Staatsdienst zum zweiten Ehrenbürger von Düren zu ernennen.
- Am 25. April 1893 wurde noch zu Stürtz' Lebzeiten ein Teil der damaligen Holz-Obertor-Promenade in Stürtzstraße umbenannt.